# 五之三站
五之三站（日语：／ Gonosan eki */?）是一個位於日本愛知縣彌富市五之三町西本田，屬於名古屋鐵道的鐵路車站。此站是愛知縣最西端車站。雖然車站屬於尾西線，導覽上也包括在津島線內。車站編號為TB10。

## 車站構造
側式1面1線的地面車站。月台位於彌富方向右側。
| 路線                        | 方向 | 目的地         |
| --------------------------- | ---- | -------------- |
| 津島線 尾西線（津島〜彌富） | 下行 | 津島、須口方向 |
| 津島線 尾西線（津島〜彌富） | 上行 | 往彌富         |

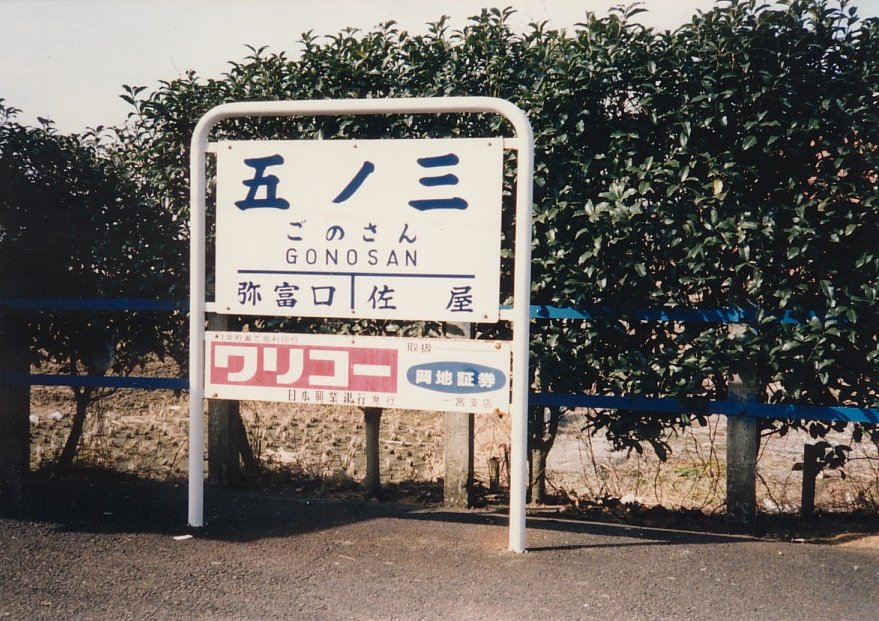
曾經以毛筆書寫的站名牌

### 配線圖
| ← 津島方向      | 五之三站 構內配線略圖 | → 彌富站 |
| 图例 参考文献： |                       |          |

## 相鄰車站
名古屋鐵道
 津島線／尾西線（津島〜彌富）
彌富（TB11）－五之三（TB10）－佐屋（TB09）

## 外部連結
- 五之三 - 名古屋鐵道